# 하세가와 하츠노리
하세가와 하츠노리(Hatsunori Hasegawa, 1955년 6월 21일 ~ )는 일본의 배우, 일본의 성우, 가수, 텔레비전 배우이다.
몬베쓰시에서 태어났다.

## 방송
- 저격
- 와일드 히어로즈
- 스페셜리스트 2
- 꿈을 이뤄주는 코끼리
- 유한클럽
- 울트라맨 80

## 영화
- 크레이지 크루즈 (2023년) - 쿠루마 소헤이 역
- 허리케인 포리마 (2017년)
- 마시로의 사랑 (2017년)
- 의사선생님 (2015년)
- 더 피아노 인 더 쉐드 (2014년)
- 지지 않는 태양 (2009년)
- 방황하는 칼날 (2009년)
- 8미리 사이드 미 (2009년)
- 꿈을 이뤄주는 코끼리 (2008년)
- 톱 캐스터 (2006년)
- 미라클 바나나 (2006년) - 오오사와 토미오 역
- 칠드런 (2006년)
- 불타오를 때 (2006년)
- 여계가족 (2005년)
- 사랑의 힘 (2002년)
- 북경원인 (1997년)
- 소년탐정 김전일 - TV시리즈 2 (1996년)
- 가메라2: 레기온 내습 (1996년)
- 도어 3 (1996년)
- 장 (1995년)
- 가메라: 대괴수 공중결전 (1995년)
- 초능력자 미지에의 나그네 (1994년)
- 지옥의 경비원 (1992년)
- 101번째 프로포즈 (1991년)
- 곤돌라 (1987년)
- 남극 이야기 (1983년)
- 강간 (1982년)